# Asiorictiteris
Asioryctitheria és un ordre extint de mamífers primitius. Els seus fòssils foren trobats en el període Cretaci d'Àsia.

## Classificació
Ordre Asioryctitheria Novacek, Rougier, Wible, McKenna, Dàixzeveg i Horovitz, 1997
- Gènere Murtoilestes Averiànov i Skutschas, 2001
  -     - Murtoilestes abramovi (Averiànov i Skutschas, 2000)
- Gènere Prokennalestes Kielan-Jaworowska i Dàixzeveg, 1989
  -     - Prokennalestes trofimovi Kielan-Jaworowska i Dàixzeveg, 1989
    - Prokennalestes minor Kielan-Jaworowska i Dàixzeveg, 1989
- Família Asioryctidae
  - Gènere Uchkudukodon Archibald i Averiànov, 2006
    - Uchkudukodon nessovi (McKenna, Kielan−Jaworowska i Meng, 2000) - Cretaci mitjà, formació de Bissekt, Uzbekistan

  - Gènere Daulestes Trofímov i Nessov, 1979
    - Daulestes kulbeckensis Trofímov i Nessov, 1979 - Cretaci mitjà, formació de Bissekt, Uzbekistan
    - Daulestes inobservabilis (Nessov, 1982) - Cretaci mitjà, formació de Bissekt, Uzbekistan
    - Daulestes nessovi McKenna, Kielen-Jaworowska i Meng, 2000

  - Gènere Bulaklestes Nessov, 1985
    - Bulaklestes kezbe Nessov, 1985 - Cretaci mitjà, formació de Bissekt, Uzbekistan

  - Gènere Kennalestes Kielan-Jaworowska, 1969
    - Kennalestes gobiensis Kielan-Jaworowska, 1969
    - Kennalestes uzbekistanensis Nessov, 1997

  - Gènere Asioryctes Kielan-Jaworowska, 1975
    - Asioryctes nemegtensis Kielan-Jaworowska, 1975 - Cretaci superior, Barun Goyot, Mongòlia

  - Gènere Ukhaatherium Novacek, Rougier, Wible, McKenna, Dàixzeveg i Horovitz, 1997
    - Ukhaatherium nessovi Novacek, Rougier, Wible, McKenna, Dàixzeveg i Horovitz, 1997

## Filogènesi
(Segons Archibald i Averiànov, 2006)

```
└─o 
Eomaia

└─o 
Prokennalestes

└─o 
Bobolestes
 
├─o
│ ├─o 
Zhelestidae
 (parafilètic)
│ └─o 
Zalambdalestidae
 (parafilètic)
└───o 
Asioryctitheria
```